# Arn (Vorname)
Arn, Arne, Arni, Arno ist ein männlicher Vorname nord- oder mitteleuropäischer Herkunft, der gemeingermanisch mit der deutschen Namensgruppe um Arnold verwandt ist.

## Herkunft und Bedeutung
Bei den Namen handelt es sich um Kurzformen verschiedener Namen, die mit dem Element arn beginnen, insbesondere Arnold. Das altsächsische und althochdeutsche Element arn bedeutet „Adler“ oder „großer Raubvogel“ (urgermanisch: arnu, aran, altnordisch: ǫrn, ari).
In Dänemark bezeichnet Arne die Flamme in einer Feuerstelle bzw. einen historischen Ofen.

## Verbreitung

### Arn
Der Name Arn findet heute kaum Verwendung.

### Arne
Arne ist vor allem in Schweden, Norwegen und Dänemark ein beliebter Vorname. Am beliebtesten war der Name in Schweden und Dänemark in den 1920er und 1930er Jahren,
In Deutschland ist Arne seit den 1950ern verbreitet und erfreute sich vor allem in den 1970er Jahren besonderer Beliebtheit. Damals wurde er überwiegend in Schleswig-Holstein vergeben.

### Arni
Der Name Arni wird kaum vergeben, jedoch wurde die Variante Árni in der Vergangenheit in Island gerne vergeben.

### Arno
Die Variante Arno ist vor allem in den Niederlanden und Deutschland verbreitet. Allerdings wird der Name auch in Deutschland nur selten vergeben, am beliebtesten ist er in Thüringen.

## Varianten

### Vornamen
- Deutsch: Arndt, Arnd, Arne, Arnold
  - Friesisch: Ane, Arke, Anno
- Englisch: Arnold, Arn, Arnie
- Estnisch: Aarne
- Finnisch. Aarne, Ari, Aarni, Aarno
- Französisch: Arnaud
- Isländisch: Árni, Örn
- Italienisch: Arnaldo, Arnoldo, Naldo
- Katalan: Arnau
- Lettisch: Arnolds
- Litauisch: Arnoldas
- Niederländisch: Arnold, Arnoud, Arnout, Arend Aart, Noud, Nout
  - Limburgisch: Nöl, Nölke
- Norwegisch: Arnt, Arne
- Polnisch: Arnold
- Portugiesisch: Arnaldo
- Schwedisch: Arne, Örn

### Abgeleitete Familiennamen bzw. Patronyme
- Aerni, Aerne, Erni, Erny, Arni
- Árnason, Árnadóttir (isländisch)

## Namenstage
- 24. Januar (mit Erzbischof Arn von Salzburg)
- 13. Juli (mit Bischof Arn von Würzburg)
- 4. August, in Norwegen und Schweden
- 16. November in Finnland und Estland

weitere mögliche Namenstage:
- 15. Januar (mit dem Priester und Ordensgründer Arnold Janssen)
- 1. Mai (mit dem adeligen Klostergründer Arnold von Hiltensweiler)
- 18. Juli (mit dem Musiker und Bekenner Arnold von Arnoldsweiler oder mit Arnould von Metz, einem der karolingischen Stammväter)
- 14. August (mit dem flandrischen Klostergründer Arnulf von Soissons)
- 19. September (mit Bischof Arnoux von Gap)

## Namensträger

### Einname (alle Varianten)
- Arn von Salzburg († 821), Erzbischof von Salzburg
- Arn von Würzburg († 892), Bischof von Würzburg

### Vorname Aarne
- Aarne Biin (1942–2022), estnischer Schriftsteller
- Aarne Kreuzinger-Janik (* 1950), Generalleutnant a. D. der Luftwaffe der Bundeswehr
- Aarne Reini (1906–1974), finnischer Ringer
- Aarne Ruben (* 1971), estnischer Schriftsteller und Semiotiker
- Aarne Saarinen (1913–2004), finnischer kommunistischer Politiker und Gewerkschafter
- Aarne Michaël Tallgren (1885–1945), finnischer Prähistoriker
- Aarne Tarkas (1923–1976), finnischer Filmregisseur und Drehbuchautor
- Aarne Artur Wuorimaa (1892–1975), finnischer Botschafter

### Vorname Arn
- Arn Anderson (* 1958), US-amerikanischer ehemaliger Wrestler
- Arn Strohmeyer (* 1942), deutscher Journalist und Autor
- Arn Walter (* 1902; † um 1976), deutscher Bildhauer

### Vorname Arne

#### Personen der Antike
- Arne (Tochter des Aiolos), Mutter des Boiotos
- Arne (Gattin des Aison), Mutter des Iason
- Arne (Siphnos), verriet um Gold ihre Heimatstadt und wurde in eine Dohle verwandelt

#### Männlicher Vorname
- Arne Beurling (1905–1986), schwedischer Mathematiker
- Arne Borg (1901–1987), schwedischer Schwimmer
- Arne Christiansen (Sprecher), deutsch-kanadischer Synchronsprecher und Übersetzer
- Arne B. Christiansen (1909–1983), norwegischer Skispringer
- Arne Dahl (* 1963), Pseudonym eines schwedischen Autors
- Arne Eggebrecht (1935–2004), deutscher Ägyptologe
- Arne Elsholtz (1944–2016), deutscher Synchronsprecher und -regisseur
- Arne Feick (* 1988), deutscher Fußballspieler
- Arne Feldhusen (* 1971), deutscher Filmregisseur
- Arne Friedrich (* 1979), deutscher Fußballspieler
- Arne Gabius (* 1981), deutscher Mittel- und Langstreckenläufer
- Arne Hoffmann (* 1969), deutscher Schriftsteller
- Arne Hörmann (* 1979), deutscher Schauspieler, Sänger und Synchronsprecher
- Arne Isacsson (1917–2010), schwedischer Kunstpädagoge und Maler
- Arne Jacobsen (1902–1971), dänischer Architekt und Designer
- Arne Kern (* 1991 oder 1992), deutscher Pokerspieler
- Arne Körtzinger (* 1963), deutscher Chemiker, Meeresforscher und Hochschullehrer
- Arne Lenk (* 1979), deutscher Schauspieler
- Arne Lorenz (* 1962), deutscher Regisseur
- Arne Lützen (* 1969), deutscher Chemiker und Hochschullehrer
- Arne Lygre (* 1968), norwegischer Dramatiker und Romancier
- Arne Maier (* 1999), deutscher Fußballspieler
- Arne May (* 1961), deutscher Neurologe und Neurowissenschaftler
- Arne Næss (1912–2009), norwegischer Philosoph
- Arne Nævra (* 1953), norwegischer Naturfotograf und Politiker
- Arne Nevanlinna (1925–2016), finnischer Architekt, Hochschullehrer und Schriftsteller
- Arne Nilsen (1924–2020), norwegischer Politiker
- Arne Nordheim (1931–2010), norwegischer Komponist
- Arne Nyberg (1913–1970), schwedischer Fußballspieler
- Arne Øien (1928–1998), norwegischer Politiker und Ökonom
- Arne Larsen Økland (* 1954), norwegischer Fußballspieler
- John Arne Riise (* 1980), norwegischer Fußballnationalspieler
- Arne Seidel (* 1968), deutscher Schriftsteller, bekannt als Ahne
- Arne Semsrott (* 1988), deutscher Journalist und Aktivist
- Arne Sjöberg, Pseudonym des DDR-Schriftstellers Jürgen Brinkmann (1934–1997)
- Arne Stephan (* 1982), deutscher Schauspieler, Sänger, Synchronsprecher sowie Sprecher von Hörspielen und Hörbüchern
- Hans-Arne Stiksrud (1944–2005), deutscher Pädagoge
- Arne Tammen (* 1972), deutscher Fußballspieler
- Arne Tiselius (1902–1971), schwedischer Chemiker
- Arne Torgersen (1910–1987), Leiter der Norwegischen Europahilfe nach dem Zweiten Weltkrieg und norwegischer UN-Hochkommissar
- Arne Zank (* 1970), deutscher Rock-Musiker
- Arne Zwaig (1947–2022), norwegischer Schachspieler

#### Weiblicher Vorname
- Arne Braun (* 1965), deutsche Übersetzerin

#### Kunstfiguren
- Arne Anka, Comicfigur
- Arne Saknussemm, isländischer Alchemist in Jules Vernes Roman Die Reise zum Mittelpunkt der Erde (Roman)
- Arne Hellmer, Titelfigur in Siegfried Lenz’ Roman Arnes Nachlaß
- Arne Nordin (schwedisch: „Åke Nordin“), eine Hauptfigur der Jugendbuchreihe Berts Katastrophen
- Prinz Arn, ältester Sohn von Prinz Eisenherz aus der Comic-Serie von Hal Foster

### Vorname Árni
- Árni Gautur Arason (* 1975), isländischer Fußballtorwart
- Árni Páll Árnason (* 1966), isländischer Politiker
- Árni Egilsson (* 1939), isländischer Bassist und Komponist (Klassische Musik und Jazz)
- Árni Þór Hallgrímsson (* 1968), isländischer Badmintonspieler
- Árni Johnsen (1944–2023), isländischer Politiker
- Árni Magnússon (1663–1730), isländischer Gelehrter
- Árni Mathiesen (* 1958), isländischer Politiker
- Árni Þór Sigtryggsson (* 1985), isländischer Handballspieler
- Árni Þór Sigurðsson (* 1960), isländischer Politiker
- Árni Þorláksson (1237–1298), von 1269 bis 1298 isländischer Bischof in Skálholt

### Vorname Arno
- Arno Assmann (1908–1979), deutscher Schauspieler, Regisseur, Theaterintendant und Synchronsprecher
- Arno Babadschanjan (1921–1983), armenischer Komponist
- Arno Backhaus (* 1950), deutscher christlicher Liedermacher, Autor und Aktionskünstler
- Arno Bergmann (Physiker) (1882–1960), deutscher Physiker, Studienrat und Lepidopterologe
- Arno Bergmann (Musiker) (1934–2020), deutscher Musiker, Komponist, Mathematiker und Pädagoge
- Arno Brandlhuber (* 1964), deutscher Architekt, Stadtplaner und Universitätsprofessor
- Arno Breker (1900–1991), deutscher Bildhauer und Architekt
- Arno Camenisch (* 1978), Schweizer Schriftsteller aus Graubünden
- Arno Del Curto (* 1956), Schweizer Eishockeyspieler und -trainer
- Arno Drescher (1882–1971), deutscher Maler, Grafiker und Typograph
- Arno Ebert (1899–1955), deutscher Schauspieler und Hörspielsprecher
- Arno Esch (Amerikanist) (1911–1995), deutscher Amerikanist und Hochschullehrer
- Arno Esch (Politiker) (1928–1951), deutscher Politiker (LDP)
- Arno Frank (* 1971), deutscher Kulturjournalist und Publizist
- Arno Frisch (* 1975), österreichischer Filmschauspieler
- Arno Funke (* 1950), deutscher Kaufhauserpresser (bekannt als „Dagobert“), Autor, Grafiker und DJ
- Arno Geiger (* 1968), österreichischer Schriftsteller
- Arno Grießmann (1876–1953), deutscher Ingenieur
- Arno Gruen (1923–2015), deutsch-schweizerischer Psychoanalytiker und Schriftsteller
- Arno Haas (* 1965), deutscher Jazz-Saxophonist, Komponist, Musikproduzent, A&R-Manager und Musikverleger
- Arno Hecht (1932–2014), deutscher Pathologe
- Arno Hintjens, bekannt als Arno (1949–2022), belgischer Sänger und Musiker
- Arno Holz (1863–1929), deutscher Dichter und Dramatiker des Naturalismus und Impressionismus
- Arno Jansen (* 1938), deutscher Lichtbildner, künstlerischer Fotograf und Hochschullehrer
- Arno Klönne (1931–2015), deutscher Soziologe, Politologe und Autor
- Arno Kompatscher (* 1971), italienischer Politiker deutscher Muttersprache (Südtiroler Volkspartei), seit 2014 Landeshauptmann Südtirols
- Arno Lange (1885–1966), deutscher Lehrer, Hochschullehrer und Genealoge
- Arno Lehmann (1901–1984), deutscher Missionar, Religionswissenschaftler und Hochschullehrer
- Arno Lewitsch (1900–1970), deutscher Jazzgeiger
- Arno Lustiger (1924–2012), deutscher Historiker polnischer Herkunft
- Arno Meng (1902–1994), deutscher Architekt
- Arno Mohr (1910–2001), deutscher Maler, Grafiker und Hochschullehrer
- Arno Müller (1897–1983), deutscher Chemiker und Parfümeur
- Arno Müller (1899–1984), deutscher Sozialwissenschaftler
- Arno Hermann Müller (1916–2004), deutscher Paläontologe und Geologe
- Arno Münster (Autor) (* 1942), deutscher Literatursoziologe und Philosoph
- Arno Münster (Politiker) (* 1956), deutscher Politiker (SPD)
- Arno Nadel (* 1878; † 1943/KZ Auschwitz), Musikwissenschaftler, Schriftsteller und Maler
- Arno Orzessek (* 1966), deutscher Schriftsteller und Journalist
- Arno Penzias (1933–2024), deutsch-US-amerikanischer Physiker und Astronom
- Arno Pötzsch (1900–1956), Erzieher, evangelischer Pfarrer und Kirchenliederdichter
- Arno Rink (1940–2017), deutscher Maler, Hochschullehrer und Hochschulrektor
- Arno Schmidt (1914–1979), deutscher Schriftsteller
- Arno Stern (1924–2024), deutsch-französischer Pädagoge und Forscher
- Arno Strobel (* 1962), deutscher Schriftsteller
- Arno Surminski (* 1934), deutscher Schriftsteller und Journalist
- Arno Tausch (* 1951), österreichischer Politologe
- Arno Vetterling (1903–1963), deutscher Komponist und Kapellmeister
- Arno Votteler (1929–2020), deutscher Industriedesigner und Innenarchitekt
- Arno Widmann (* 1946), deutscher Journalist und Schriftsteller
- Arno Wyzniewski (1938–1997), deutscher Schauspieler
- Arno Zaspel († 1931), deutscher Motorradrennfahrer

## Sonstige Namensverwendung
- (959) Arne, ein Kleinplanet

## Ähnliche Namen
- Arne (griechischer Vorname), Ἄρνη, weiblich – nicht zu verwechseln